# Modrá Hůrka
Modrá Hůrka je obec v okrese České Budějovice. K obci patří i osada Pořežánky. Žije zde 103 obyvatel.

## Historie
První písemná zmínka o obci pochází z roku 1354, kdy byla uvedena jako Horka minor. supra Bzí.

## Pamětihodnosti
- Kostel Nanebevzetí Panny Marie, na návsi. Jednolodní stavba s pravoúhle zakončeným presbytářem, obdélnou sakristií a věží po severní straně. Původně gotický z první polovina 14. století, později renesančně upravován ve druhé polovině 16. století a barokně přibližně roku 1744. Kostel obklopuje okrouhlá ohradní zeď se dvěma branami na jižní a východní straně a čtveřicí výklenkových kaplí.

## Části obce
Obec Modrá Hůrka se skládá ze dvou částí, které obě leží v katastrálním území Modrá Hůrka
- Modrá Hůrka
- Pořežánky

## Osobnosti
- Eleonora Ehrenbergová (1832–1912), operní pěvkyně

## Galerie

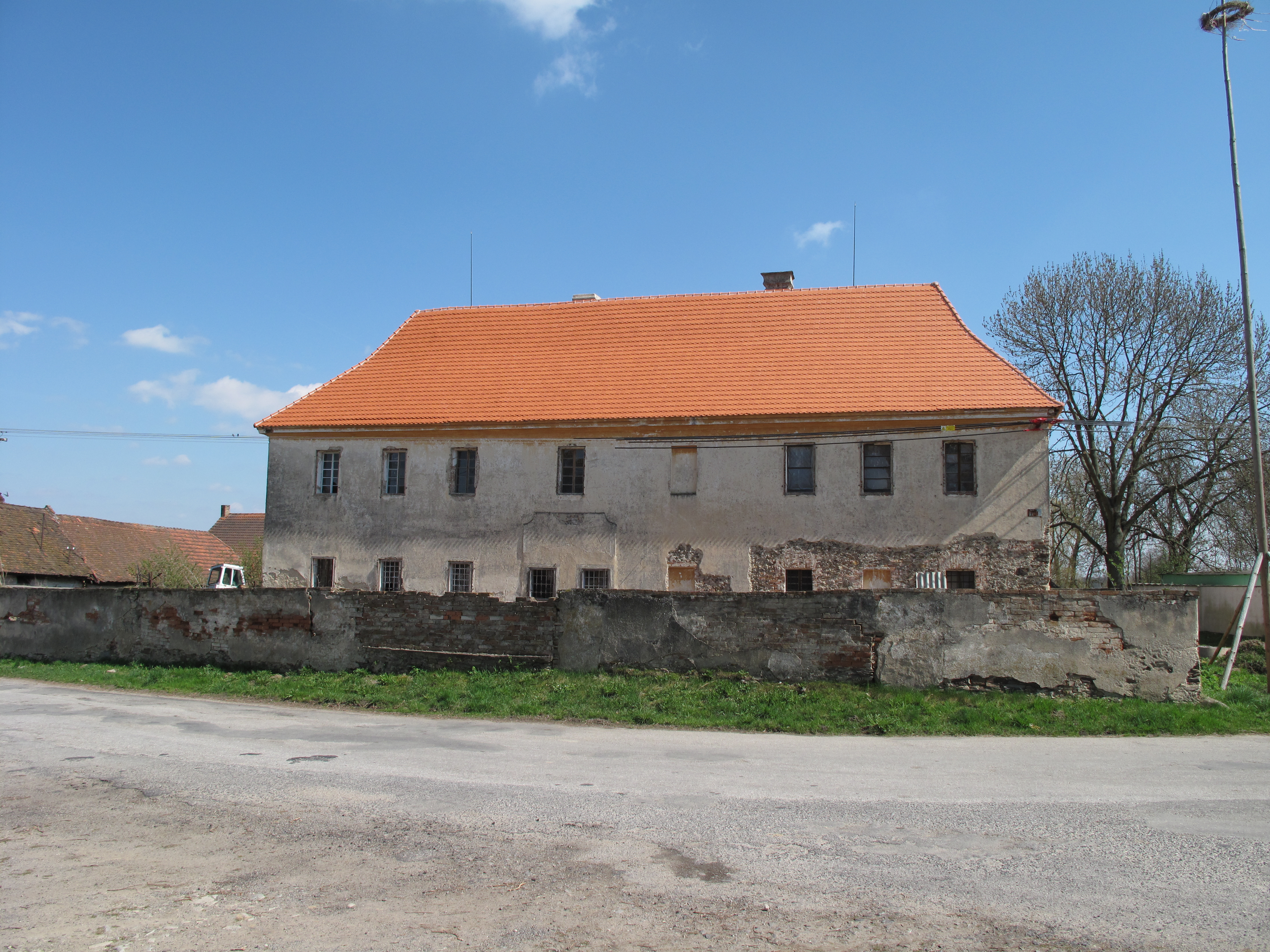
Původně zámeček, bývalá fara
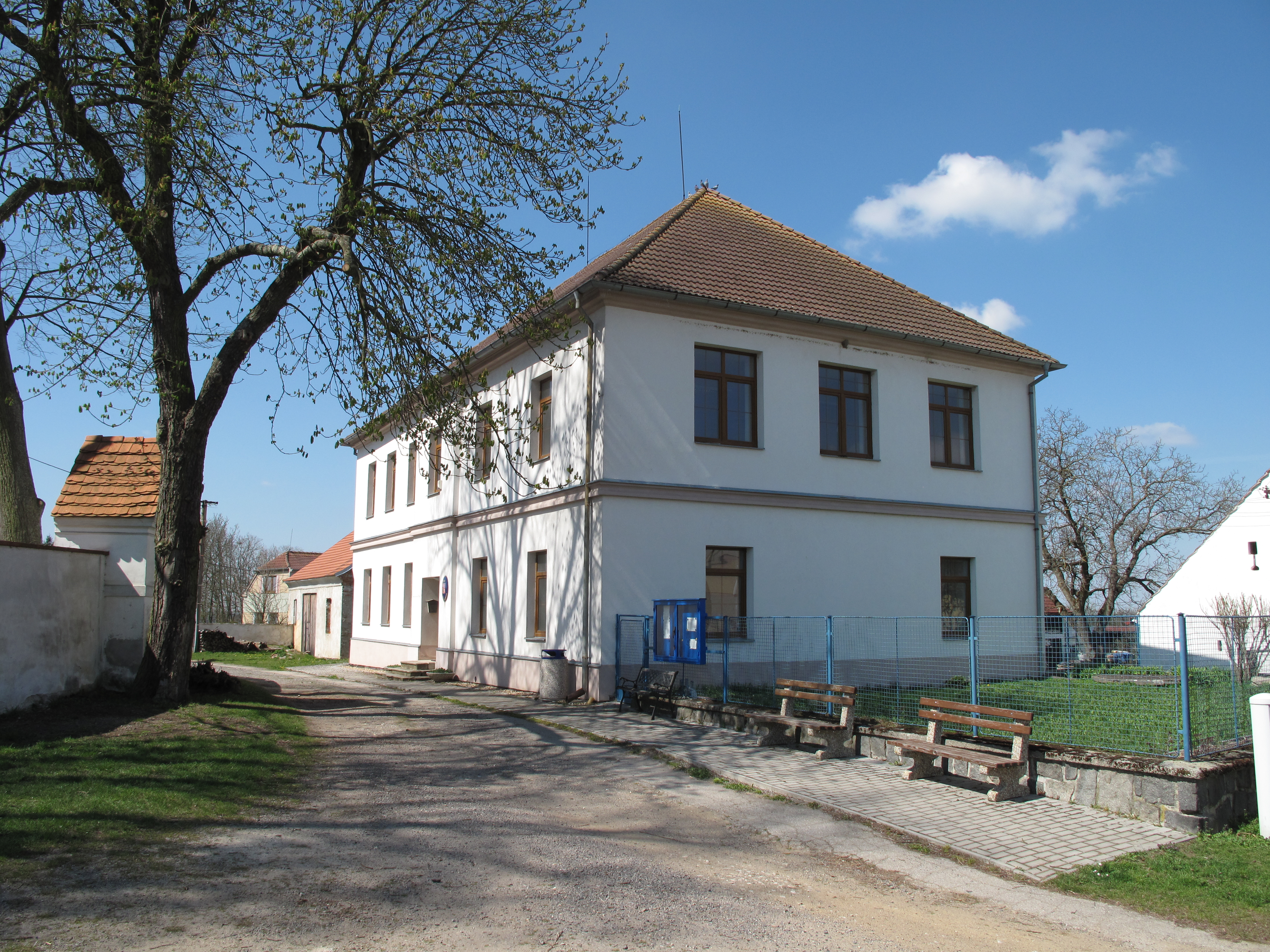
Obecní úřad, původně škola
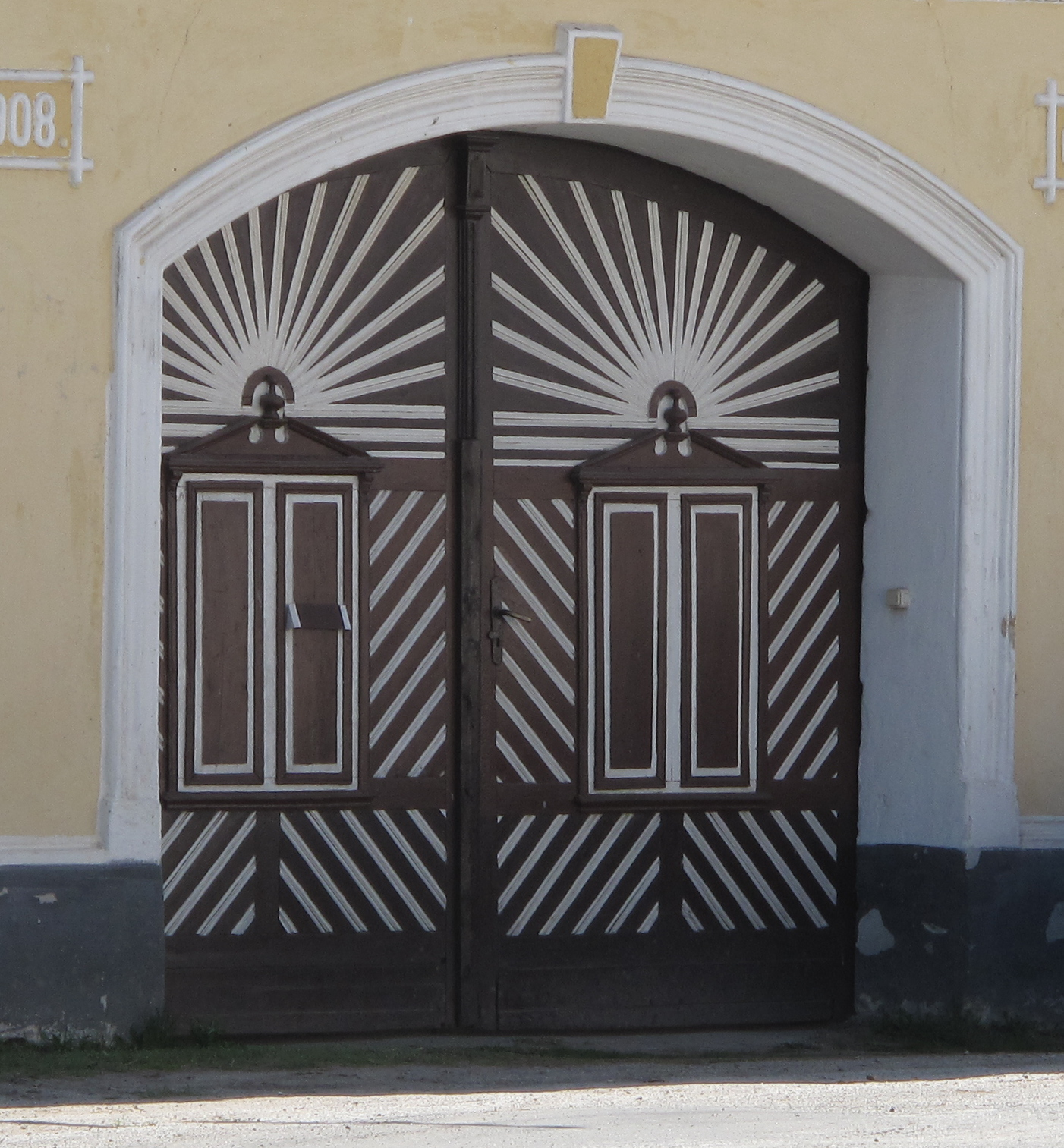
Vrata
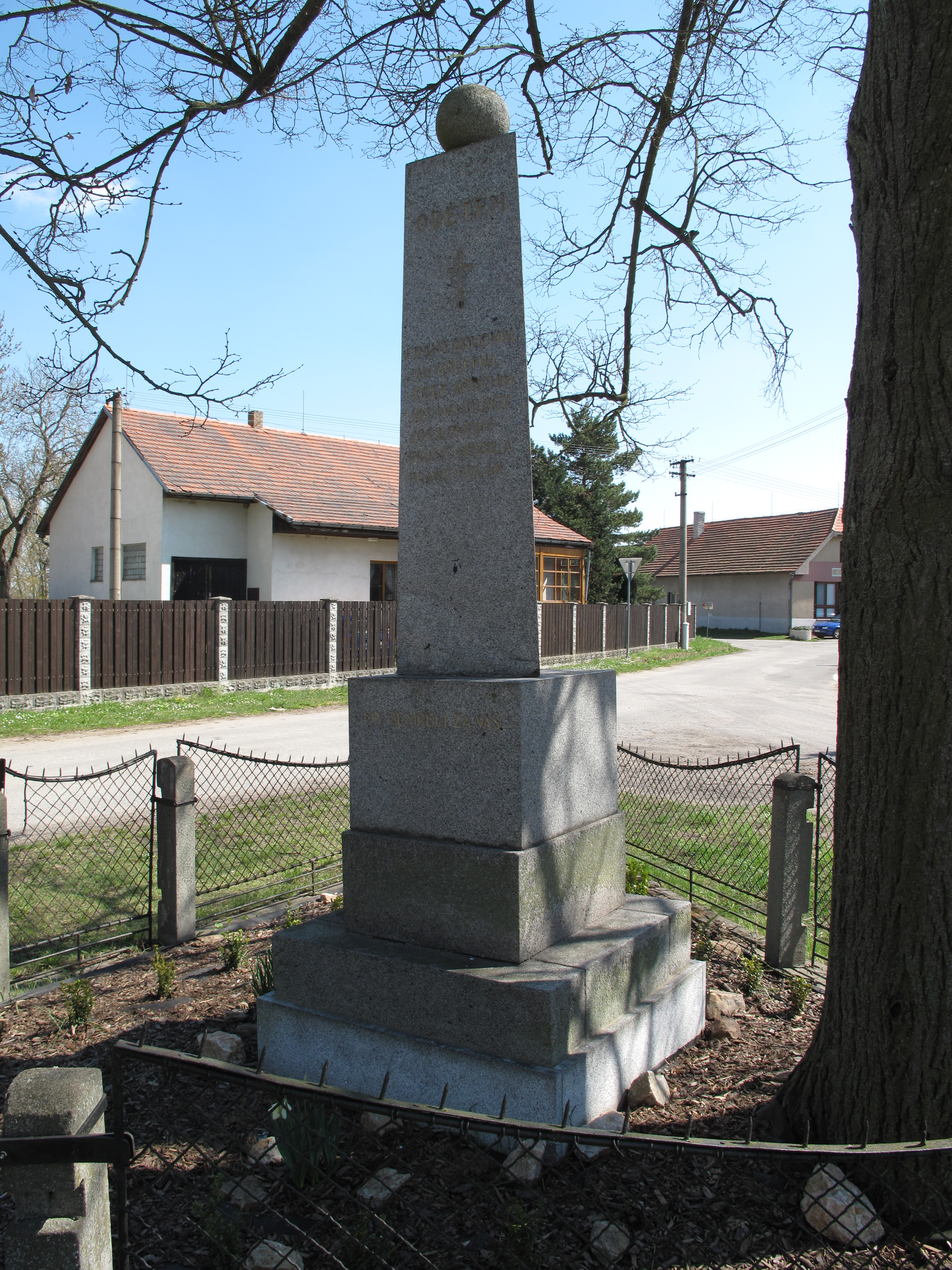
Pomník padlých 1.sv.v.